# Fgura
Fgura (maltsky Il-Fgura, italsky Figura) je město a správní středisko stejnojmenného lokálního výboru v Jihovýchodním regionu na Maltě. Nachází se asi 5 km jihovýchodně od Valletty a je součástí její aglomerace. V roce 2019 zde žilo 12 449 obyvatel, díky čemuž je Fgura čtrnáctým největším maltským městem.
Sousedními městy jsou Bormla, Żabbar, Żejtun, Tarxien a Paola.